# Gunnison (râu)

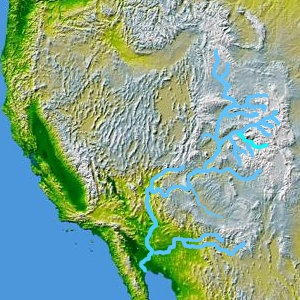
Gunnison (râu)

Gunnison este un afluent al fluviului Colorado situat în statul federal Colorado, SUA. El se formează la Almont (altitudinea de 2.442 m deasupra n.m.) în comitatul Gunnison, prin conflueța lui East River cu Taylor River. Gunnison are o lungime de 290 km, un debit mediu de 122 m³/s, alimentrează 3 hidrocentrale și traversează pe parcurs câteva rezervații naturale și canioane, printre care cel mai important este cel din Parcul Național Black-Canyon-of-the-Gunnison.

Afluenți
Smith Fork, North Fork Gunnison River, Tomichi Creek, Lake Fork Gunnison River, Cimarron River, Uncompahgre River
Localități traversate
Gunnison, Grand Junction
Bazin de colectare
20.535 km²